# Pierre Chanoux
Pierre Chanoux, né le 3 avril 1828 à Champorcher (alors dans le royaume de Sardaigne) et mort le 10 février 1909 à La Thuile (alors dans le royaume d'Italie), est un prêtre, un alpiniste et un botaniste valdôtain.

## Biographie
Originaire du hameau Chardonney de Champorcher où il nait le 3 avril 1828, il s'oriente assez tôt vers le sacerdoce. Prête en 1855, il est nommé vicaire à Châtillon puis à Valgrisenche. Le 27 août 1859, il est nommé recteur de l'hospice du Petit-Saint-Bernard et occupe le poste à partir du 1er août 1860 pendant près de cinquante ans.
Il est parmi les premiers membres du Club alpin italien qui vient de se créer en 1863. Passionné de botanique, il entre en contact avec les représentants les plus connus de cette science, tels Henry Correvon et Lino Vaccari, et crée avec l'abbé Joseph-Marie Henry le jardin botanique alpin Chanousia au col du Petit-Saint-Bernard inauguré le 29 juillet 1897.
Il est fait chevalier en 1886, officier en 1897 et commandeur en 1905 de l'Ordre de Saint-Maurice à l'occasion du cinquantenaire de son sacerdoce. Il meurt à l'hospice du Petit-Saint-Bernard le 10 février 1909 et il repose depuis le 24 août 1913 dans la petite chapelle du col, à proximité de ses œuvres les plus notables : l'hospice et le jardin alpin.

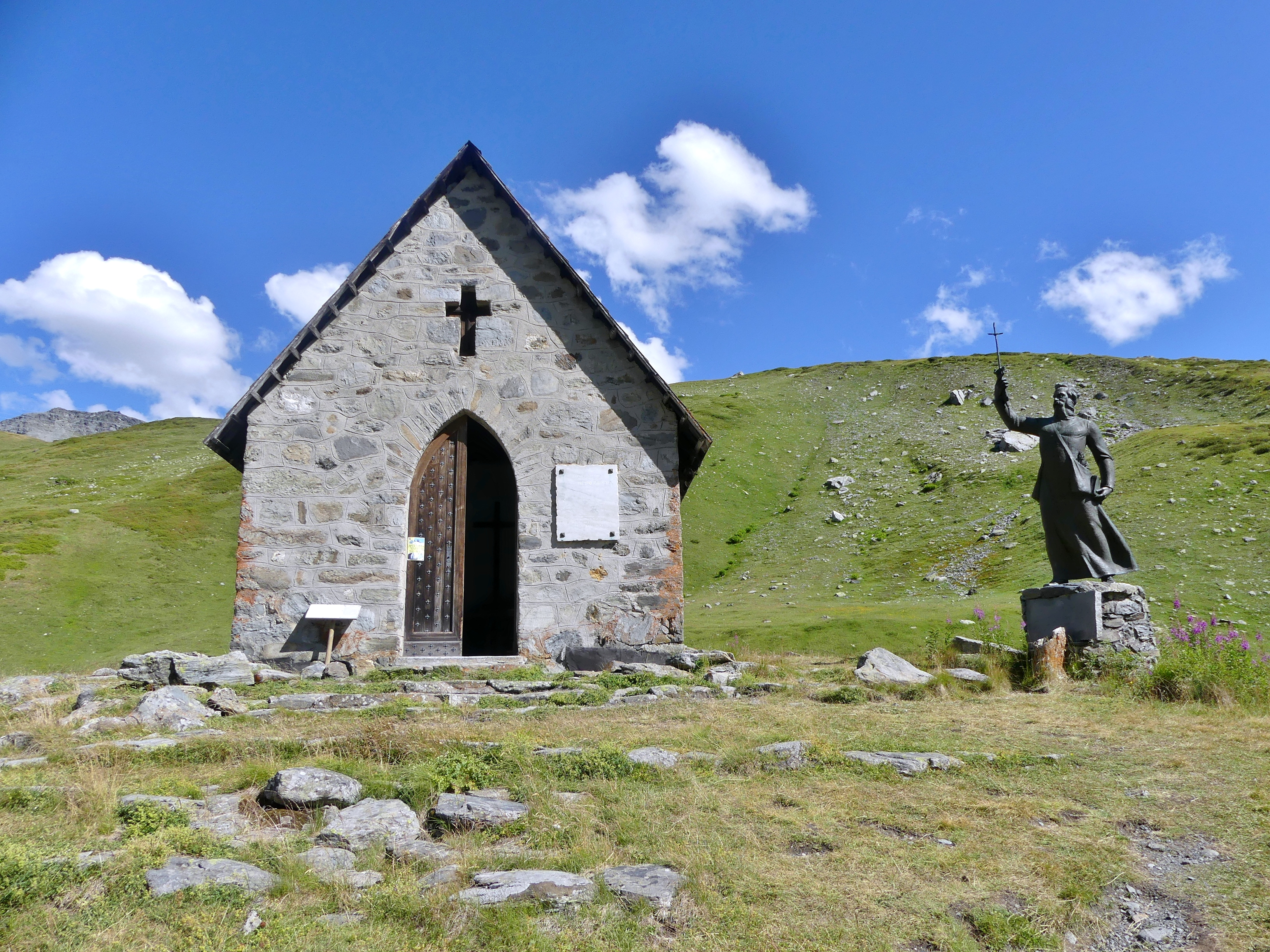
Chapelle funéraire et statue de l'abbé Chanoux près du jardin botanique alpin Chanousia.